# Николай Заяков
Николай Христов Заяков е български поет.

## Биография
Николай Заяков е роден на 27 октомври 1940 г. в с. Врабево, Троянско, където завършва и гимназия. Следва българска филология в Софийския университет. Истинските университети на поета обаче са софийските кафенета и кръчми, където преминават студентските му години в компанията на поетите от поколението на 60-те години.
Издава първата си книга „Въпреки“ през 1967 г. в издателство „Христо Г. Данов“. Пловдивската му съдба е неразривно свързана с неговите връстници – поетите Петър Анастасов, Иван Вълев и, малко по-късно, Иван Николов. Идват и следващите книги на поета: „Непреклонна възраст“ (1973), „Съдба на цвете“ (1976), „Работни думи“ (1977), „Магазин за метафори“ (1981), „Ешафод“ (1985), „Свещ“ (1990), „Дневникът на господин Самотен“ (1999, получила наградата „Иван Николов“), „Пастирът на звездите“ (2008) и „Евангелие от Никола“ (2010). Тези заглавия илюстрират фанатичната пристрастеност на поета към думите. Николай Заяков е познат на своите читатели и като публицист.
Дългогодишния редактор и завеждащ културния отдел на вестник „Комсомолска искра“, а по-късно и главен редактор на литературното списание „Тракия“. Рубриката му „Писма от Мрачна поляна“ в пловдивския в. „Марица“ е свалена.
Носител на национална награда за поезия „Иван Николов“ – през 2000 г. и 2008 г. Носител на награда „Пловдив“ – през 2008 г. и 2011 г.
Николай Заяков е женен, има дъщеря.
Умира на 6 юли 2012 г. в с. Брестник, Пловдивско.